# Fabio Rossello
Fabio Rossello (Alessandria, 27 ottobre 1961) è un imprenditore italiano.
Dal 2003 è Amministratore Delegato di Paglieri S.p.A., un'azienda con sede ad Alessandria specializzata in cura della persona, cura della casa e fragranze.

## Vita e formazione
Fabio Rossello è nato il 27 ottobre 1961 ad Alessandria, Piemonte, Italia. Ha conseguito la laurea in Ingegneria Elettronica presso il Politecnico di Torino e ha poi conseguito un Master in Business Administration.

## Carriera
Entrato in Paglieri nel 1988 come Product Manager ha poi proseguito la sua carriera all’interno del Gruppo come Export Manager e nel 1996 come Direttore Generale. Nel 2003 diventa Presidente ed Amministratore Delegato. 
È oggi CEO di Paglieri S.p.A., di Selectiva S.p.A, proprietaria dei marchi Aquolina e Pink Sugar e di Agopag S.p.A. azienda specializzata nella lavorazione di materie plastiche.
È membro del Consiglio di Presidenza di Cosmetica Italia e del Consiglio Generale di Federchimica.
Nel 2011, Fabio Rossello è stato nominato presidente dell'Associazione Italiana dell'Industria Cosmetica: "Cosmetica Italia" e ha ricoperto questa carica fino al 2018.
Sempre nel 2011 riceve l'onorificenza civica della città di Alessandria: il “Gagliaudo d'Oro” per il suo impegno nel campo dell'industria.
Nel 2013 ha pubblicato il libro “Leadership e Consapevolezza”.
Nel 2013-2014 è stato Governatore del Rotary International, Distretto 2032.
Nel 2023 diventa Amministratore Delegato di Agopag S.p.A.
Nel 2016 Fabio Rossello è stato insignito dell'“Oscar Provinciale del Successo per l'Industria Cosmetica” con il patrocinio della Camera di Commercio di Alessandria.
Fabio Rossello è anche accademico dell'Accademia Europea per le Relazioni Economiche e Culturali di Roma (AEREC).

## Attività pubbliche
Al di là della carriera aziendale, Fabio Rossello ricopre il ruolo di Direttore della Nazionale Italiana di Magia – ITATeam, nonché di Vice Presidente nel Circolo Amici della Magia di Torino.
È un Grande donatore della "Fondazione Rotary" ed insignito della Paul Harris Fellowship.

## Vita privata
Fabio Rossello ha una figlia, Ginevra Rossello Paglieri.